# 大韓民国独島郷友会
大韓民国独島郷友会（だいかんみんこく-とくと-きょうゆうかい）は、大韓民国の団体。

## 概要
主に竹島（韓国名：独島）の領有権問題について活動している。会長はソウル市議会議員のチェ・ジェイク（崔在翼）。
2005年3月10日、島根県議会によって1905年島根県に編入された2月22日を「竹島の日」とする制定の条例案が可決されたことに対して、在韓日本大使館前などで日章旗を燃やすなど反日デモなどを起こしている。
同年の3月16日には、チェ会長は島根県議会に乗り込み、カッターナイフで自分の指を切り、血文字で抗議文を書こうとしたところを警察に取り押さえられるなど、日本国内でも問題を起こしている。